# سولومون ولف گلومب
 سولومون ولف گلومب (به انگلیسی: Solomon Wolf Golomb؛ ۳۰ مه ۱۹۳۲–۱ مه ۲۰۱۶) ریاضیدان، مهندس و استاد تمام مهندسی برق در دانشگاه کالیفرنیای جنوبی بود که بیشتر به خاطر کارهایش در زمینه سرگرمی‌های ریاضی شناخته شده‌است؛ به ویژه، وی بازی چسکر (تلفیقی از شطرنج و چکرز) را در سال ۱۹۸۴ اختراع و نامگذاری کرد. او همچنین بازی‌های پلی‌آمینو  و پنتامینو را در سال ۱۹۵۳ کاملاً توصیف کرد. وی در زمینه آنالیز ترکیبیاتی، نظریه اعداد، تئوری رمزگذاری و ارتباطات تخصص داشت. بازی پنتامینو الهام بخش تتریس بوده‌است.

## دستاوردهای دانشگاهی
گلومب، فارغ‌التحصیل دبیرستان کالج شهر بالتیمور، مدرک کارشناسی خود را از دانشگاه جان هاپکینز و مدرک کارشناسی ارشد و دکترای ریاضیات را در سال ۱۹۵۷ از دانشگاه هاروارد دریافت کرد. عنوان پایان‌نامه وی "مشکلات در توزیع اعداد اول" بود.
در زمانی که وی در شرکت گلن ال مارتین کمپانی کار می‌کرد به تئوری ارتباطات علاقه‌مند شد و کار خود را در ثبات تغییر بازخورد خطی آغاز کرد. او دوره یکساله بورسیه فولبرایت خود را در دانشگاه اسلو گذراند و سپس به آزمایشگاه پیش‌رانش جت در مؤسسه فناوری کالیفرنیا پیوست و در آنجا به تحقیق در زمینه ارتباطات نظامی و فضایی پرداخت. وی در سال ۱۹۶۳ به دانشگاه کالیفرنیای جنوبی پیوست و دو سال بعد به مقام استادی ممتاز دست یافت.
گلومب پیشگام در شناسایی ویژگی‌ها و مزایای دنباله ثبّات تغییر با طول بیشینه بود. این دنباله‌ها همچنین به عنوان دنباله‌های شبه تصادفی یا شبه‌نویز نیز شناخته می‌شوند و دارای کاربردهای گسترده نظامی، صنعتی و مصرفی هستند. امروزه، میلیون‌ها تلفن بی‌سیم و تلفن همراه از مخابرات طیف گسترده دنباله مستقیم شبه تصادفی استفاده می‌کنند که با دنباله ثبّات تغییر پیاده‌سازی شده‌اند. تلاش‌های وی دانشگاه کالیفرنیای جنوبی را به مرکز تحقیقات ارتباطات تبدیل کرد.
گلومب مخترع کدگذاری گلومب بود که نوعی رمزگذاری مبتنی بر آنتروپی است. خط‌کش گلومب، که در نجوم و رمزگذاری داده‌ها مورد استفاده قرار می‌گیرد نیز به یاد او نام‌گذاری شده‌است. علاوه بر این، یکی از تکنیک‌های اصلی تولید آرایه‌های کاستاس، روش تولید گلومب-لمپل است.
او به صورت منظم در ستون معمای گلومب در خبرنامه انجمن اطلاعات آی‌ای‌ای‌ای می‌نوشت. او همچنین به‌طور مکرر در ستون بازی‌های ریاضی ساینتیفیک آمریکن می‌نوشت و به صورت مکرر در کنفرانس‌های گردهمایی برای گاردنر شرکت می‌کرد. از جمله مشارکتهای وی در ریاضیات تفریحی ، کاشی‌های رِپ هستند. او همچنین در هر شماره از مجله جانس هاپکینز، ماهنامه‌ای که توسط دانشگاه مقطع کارشناسی خود وی منتشر می‌شد، برای ستونی با عنوان "قمارهای گلومب" مطلب می‌نوشت و همکار مکرر وردز وی: ژورنال زبان‌شناسی تفریحی  بود.

## جوایز
گلومب عضو آکادمی ملی مهندسی و آکادمی ملی علوم بود.
در سال ۱۹۸۵، او جایزه شانون انجمن تئوری اطلاعات آی‌ای‌ای‌ای را دریافت کرد.
وی در سال ۱۹۹۲ مدال آژانس امنیت ملی آمریکا را برای تحقیقات خود دریافت کرد. همچنین در این سال، مدال لومونوسف آکادمی علوم روسیه و مدال کاپیتسا آکادمی علوم طبیعی روسیه به وی اعطا شد.
در سال ۲۰۰۰، به خاطر دست‌آوردهای استثنایی خود در علوم و سیستم‌های اطلاعات، به او مدال مدال ریچارد همینگ مؤسسه مهندسان برق و الکترونیک اعطا شد. وی به مدت بیش از چهار دهه به عنوان چهره مهم تئوری کدگذاری و اطلاع‌رسانی، به ویژه به خاطر توانایی وی در به‌کارگیری ریاضیات پیشرفته برای حل مسائل و مشکلات در حوزه ارتباطات دیجیتال، متمایز بود.
گلومب یکی از اولین استادهای برجسته‌ای بود که تست رونالد کی. هافلین مگا آی‌کیو را، که ابتدا در مجله اومنی  ظاهر شد، انجام داد. امتیاز آی‌کیو وی حداقل ۱۷۶ بود که وی را جزو ۱⁄۱۰۰۰۰۰۰ جمعیت انتخاب نشده قرار می‌دهد.
در سال ۲۰۱۲، او عضو انجمن ریاضی آمریکا شد. در همان سال اعلام شد که وی برای دریافت مدال ملی علوم انتخاب شده‌است. در سال ۲۰۱۴، «به دلیل کمک به نظریه کدگذاری، رمزگذاری داده‌ها، ارتباطات و بازی‌های ریاضی» وی به عنوان همکار انجمن ریاضیات صنعتی و کاربردی انتخاب شد.
در سال ۲۰۱۳، مدال ملی علوم ۲۰۱۱ به وی اعطا شد.
در سال ۲۰۱۶، «به دلیل پیشگام بودن در ارتباطات فضایی و طراحی سیگنال‌های طیف گسترده دیجیتال، انتقال‌هایی که امنیت، جلوگیری از تداخل و موقعیت مکانی دقیق برای رمزنگاری را به ارمغان می‌آورند؛ هدایت موشکی؛ ارتباطات دفاعی، فضایی و سلولی؛ رادار، سونار و جی‌پی‌اس» به وی مدال بنیامین فرانکلین در مهندسی برق اهدا شد.

## کتابهای برگزیده
- طراحی سیگنال برای همبستگی خوب [ن] (شابک 0-521-82104-5)
- Polyominoes ، انتشارات دانشگاه پرینستون؛ چاپ دوم ۱۹۹۶، شابک ‎۰−۶۹۱−۰۲۴۴۴−۸
- Sequ Register Register , San Francisco, Holden-Day، ۱۹۶۷. شابک ‎۰−۸۹۴۱۲−۰۴۸−۴ شابک 0-89412-048-4

## واژه‌نامه
1. ↑  chesker
2. ↑  polyomino
3. ↑  pentomino
4. ↑  Problems in the Distribution of the Prime Numbers
5. ↑  maximum length shift register sequences
6. ↑  pseudonoise
7. ↑  pseudorandom direct-sequence spread spectrum
8. ↑  shift register sequences
9. ↑  entropy encoding
10. ↑  Golomb rulers
11. ↑  Costas arrays
12. ↑  Lempel-Golomb
13. ↑  Golomb's Puzzle
14. ↑  Gathering 4 Gardner
15. ↑  Rep-tiles
16. ↑  Golomb's Gambits
17. ↑  Word Ways: The Journal of Recreational Linguistics
18. ↑  Lomonosov Medal
19. ↑  Kapitsa Medal
20. ↑  Russian Academy of Natural Sciences
21. ↑  Ronald K. Hoeflin Mega IQ
22. ↑  Omni
23. ↑  unselected population
24. ↑  fellow
25. ↑  Society for Industrial and Applied Mathematics
26. ↑  digital spread spectrum signals
27. ↑  interference suppression
28. ↑  Cellular
29. ↑  Signal Design for Good Correlation
30. ↑  Golomb graph
31. ↑  Golomb sequence
32. ↑  Polyomino